# يان نورتن
يان نورتن (21 أكتوبر 1937 في المملكة المتحدة - 29 ديسمبر 2012) (بالإنجليزية: Ian Norton)‏ هو لاعب كريكت بريطاني.

## وصلات خارجية
- يان نورتن على موقع إي آس بي آن كريك إنفو (الإنجليزية)